# Giro d'Italia 2015
Il Giro d'Italia 2015, novantottesima edizione della corsa, valido come quindicesima prova dell'UCI World Tour 2015, si svolse in ventuno tappe dal 9 al 31 maggio 2015 per un totale di 3 495 km, con partenza da San Lorenzo al Mare e arrivo a Milano. La vittoria fu appannaggio dello spagnolo Alberto Contador, che completò il percorso in 88h22'25", alla media di 39,399 km/h. Al secondo e al terzo posto si piazzarono Fabio Aru e lo spagnolo Mikel Landa.
Sul traguardo di Milano portarono a termine la competizione 163 dei 197 ciclisti partiti da San Lorenzo al Mare.

## Percorso
Il percorso fu presentato ufficialmente il 6 ottobre 2014 al Palazzo del Ghiaccio di Milano. La partenza avvenne da San Lorenzo al Mare con una cronometro a squadre di 17,6 km lungo la pista ciclabile della Riviera Ligure e la conclusione, in occasione dell'Expo 2015, fu nuovamente sul tradizionale traguardo di Milano.
I partecipanti affrontarono un dislivello complessivo di quarantaquattromila metri e sette tappe con arrivo in salita: Abetone, Campitello Matese, Vicenza (Monte Berico), Madonna di Campiglio, Aprica, Cervinia e Sestriere. Fu altresì disputata una cronometro individuale di 59,2 km da Treviso a Valdobbiadene dedicata al costruttore di biciclette Giovanni "Nani" Pinarello, morto a Treviso il 4 settembre 2014. La cima Coppi, a 2178 m d'altezza, fu sul Colle delle Finestre, mentre la Montagna Pantani fu il Passo del Mortirolo. L'unico arrivo di tappa all'estero fu in Svizzera, a Lugano. Il giorno successivo la tappa partì dalla località svizzera di Melide. Madrina dell'evento fu la conduttrice televisiva Cristina Chiabotto.

## Tappe
| Tappa  | Data      | Percorso                                        | km    | Vincitore di tappa | Leader cl. generale |
| ------ | --------- | ----------------------------------------------- | ----- | ------------------ | ------------------- |
| 1ª     | 9 maggio  | San Lorenzo al Mare > Sanremo (cron. a squadre) | 17,6  | Orica-GreenEDGE    | Simon Gerrans       |
| 2ª     | 10 maggio | Albenga > Genova                                | 177   | Elia Viviani       | Michael Matthews    |
| 3ª     | 11 maggio | Rapallo > Sestri Levante                        | 136   | Michael Matthews   | Michael Matthews    |
| 4ª     | 12 maggio | Chiavari > La Spezia                            | 150   | Davide Formolo     | Simon Clarke        |
| 5ª     | 13 maggio | La Spezia > Abetone                             | 152   | Jan Polanc         | Alberto Contador    |
| 6ª     | 14 maggio | Montecatini Terme > Castiglione della Pescaia   | 183   | André Greipel      | Alberto Contador    |
| 7ª     | 15 maggio | Grosseto > Fiuggi                               | 264   | Diego Ulissi       | Alberto Contador    |
| 8ª     | 16 maggio | Fiuggi > Campitello Matese                      | 186   | Beñat Intxausti    | Alberto Contador    |
| 9ª     | 17 maggio | Benevento > San Giorgio del Sannio              | 224   | Paolo Tiralongo    | Alberto Contador    |
|        | 18 maggio | giorno di riposo                                |       |                    |                     |
| 10ª    | 19 maggio | Civitanova Marche > Forlì                       | 200   | Nicola Boem        | Alberto Contador    |
| 11ª    | 20 maggio | Forlì > Imola (Autodromo Ferrari)               | 153   | Il'nur Zakarin     | Alberto Contador    |
| 12ª    | 21 maggio | Imola > Vicenza (Monte Berico)                  | 190   | Philippe Gilbert   | Alberto Contador    |
| 13ª    | 22 maggio | Montecchio Maggiore > Jesolo                    | 147   | Sacha Modolo       | Fabio Aru           |
| 14ª    | 23 maggio | Treviso > Valdobbiadene (cron. individuale)     | 59,4  | Vasil' Kiryenka    | Alberto Contador    |
| 15ª    | 24 maggio | Marostica > Madonna di Campiglio                | 165   | Mikel Landa        | Alberto Contador    |
|        | 25 maggio | giorno di riposo                                |       |                    |                     |
| 16ª    | 26 maggio | Pinzolo > Aprica                                | 174   | Mikel Landa        | Alberto Contador    |
| 17ª    | 27 maggio | Tirano > Lugano (CHE)                           | 134   | Sacha Modolo       | Alberto Contador    |
| 18ª    | 28 maggio | Melide (CHE) > Verbania                         | 170   | Philippe Gilbert   | Alberto Contador    |
| 19ª    | 29 maggio | Gravellona Toce > Cervinia                      | 236   | Fabio Aru          | Alberto Contador    |
| 20ª    | 30 maggio | Saint-Vincent > Sestriere                       | 199   | Fabio Aru          | Alberto Contador    |
| 21ª    | 31 maggio | Torino > Milano                                 | 178   | Iljo Keisse        | Alberto Contador    |
| Totale | Totale    | Totale                                          | 3 495 |                    |                     |

## Squadre partecipanti
| N.      | Cod. | Squadra                     |
| ------- | ---- | --------------------------- |
| 1-9     | ALM  | AG2R La Mondiale            |
| 11-19   | AND  | Androni Giocattoli-Sidermec |
| 21-29   | AST  | Astana Pro Team             |
| 31-39   | BAR  | Bardiani-CSF                |
| 41-49   | BMC  | BMC Racing Team             |
| 51-59   | CCC  | CCC Sprandi Polkowice       |
| 61-69   | EQS  | Etixx-Quick Step            |
| 71-79   | FDJ  | FDJ                         |
| 81-89   | IAM  | IAM Cycling                 |
| 91-99   | LAM  | Lampre-Merida               |
| 100-109 | LTS  | Lotto-Soudal                |

| N.      | Cod. | Squadra                |
| ------- | ---- | ---------------------- |
| 111-119 | MOV  | Movistar Team          |
| 121-129 | NIP  | Nippo-Vini Fantini     |
| 131-139 | OGE  | Orica-GreenEDGE        |
| 141-149 | STH  | Southeast              |
| 151-159 | TCG  | Team Cannondale-Garmin |
| 161-169 | TGA  | Team Giant-Alpecin     |
| 171-179 | KAT  | Team Katusha           |
| 181-189 | TLJ  | Team Lotto NL-Jumbo    |
| 191-199 | SKY  | Team Sky               |
| 201-209 | TCS  | Tinkoff-Saxo           |
| 211-219 | TFR  | Trek Factory Racing    |

## Dettagli delle tappe

### 1ª tappa
- 9 maggio: San Lorenzo al Mare > Sanremo – Cronometro a squadre – 17,6 km

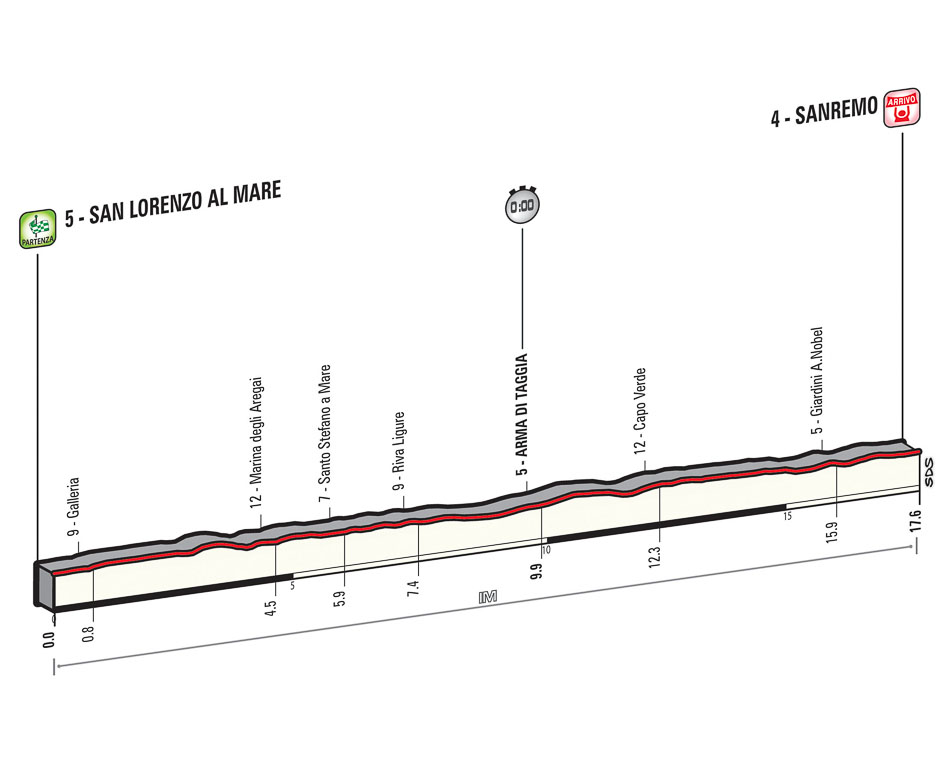
Altimetria

Risultati
| Pos. | Squadra         | Tempo  |
| ---- | --------------- | ------ |
| 1    | Orica-GreenEDGE | 19'26" |
| 2    | Tinkoff-Saxo    | a 7"   |
| 3    | Astana          | a 13"  |

| Pos. | Corridore        | Squadra | Tempo  |
| ---- | ---------------- | ------- | ------ |
| 1    | Simon Gerrans    | Orica   | 19'26" |
| 2    | Michael Matthews | Orica   | s.t.   |
| 3    | Michael Hepburn  | Orica   | s.t.   |

### 2ª tappa

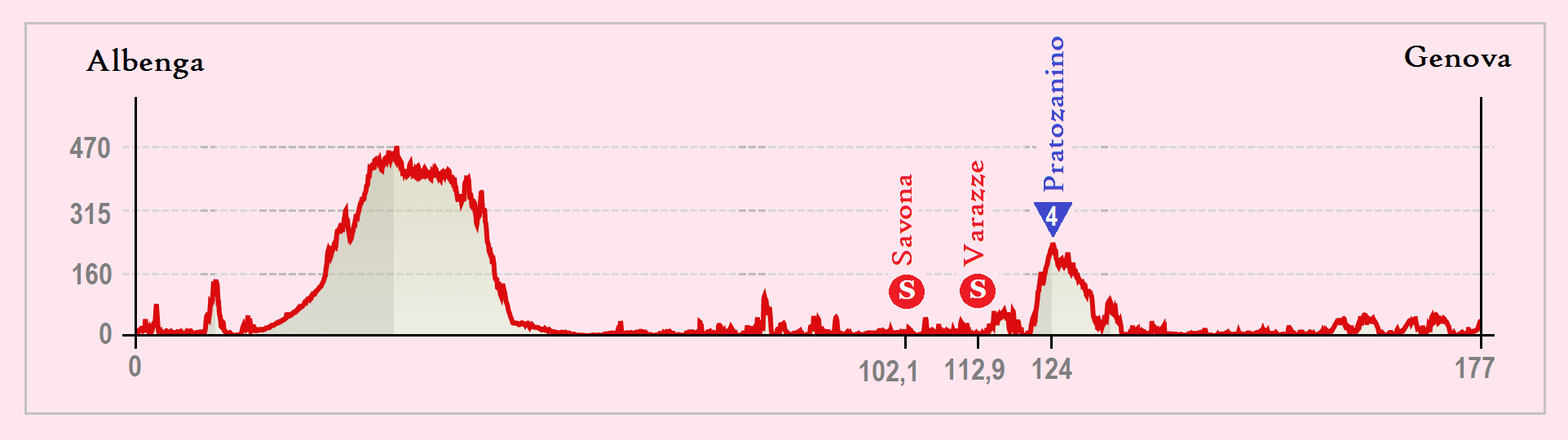
Altimetria

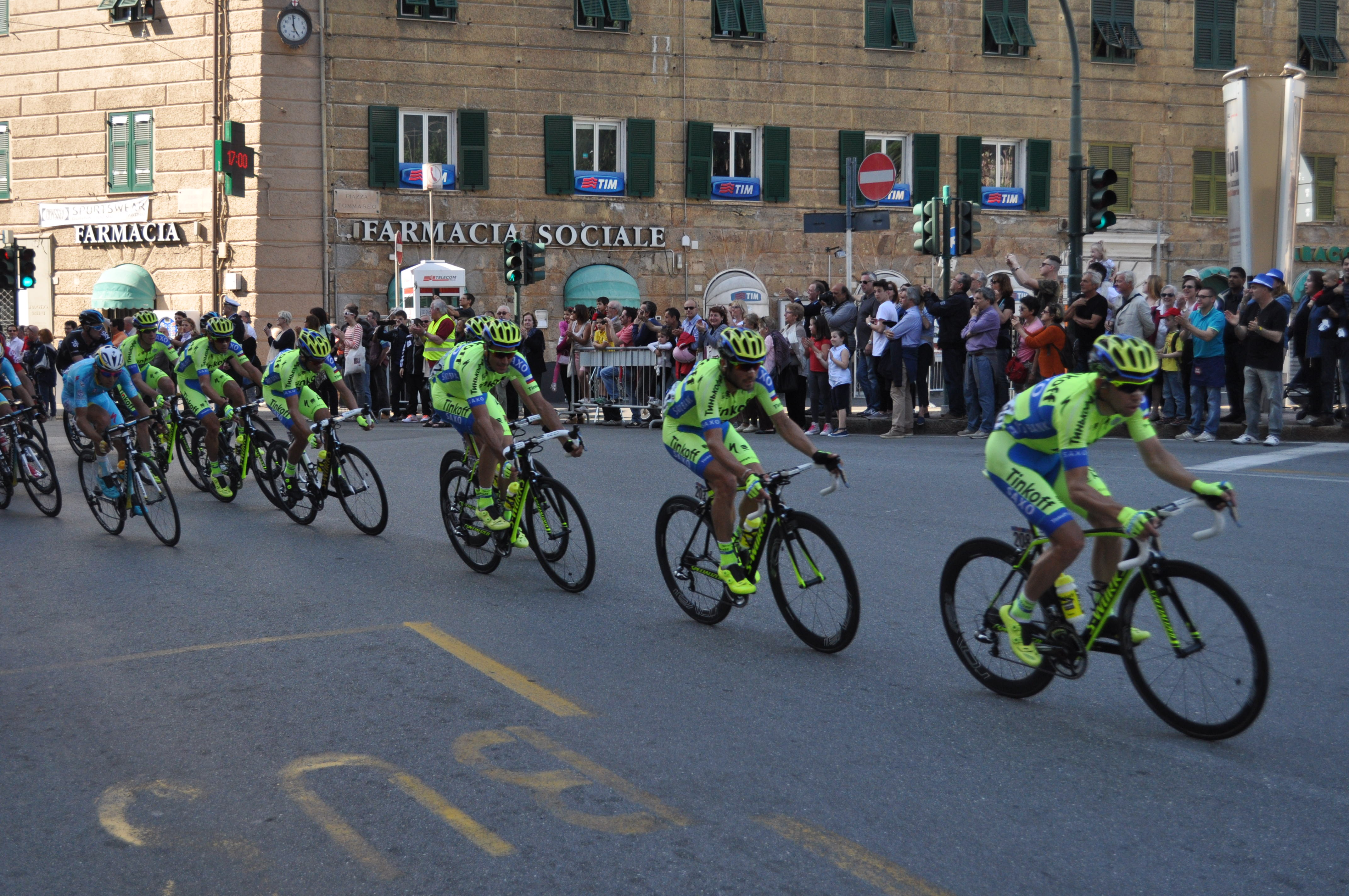
Il gruppo tirato dalla Tinkoff-Saxo durante un passaggio nel centro di Genova.

- 10 maggio: Albenga > Genova – 177 km

Risultati
| Pos. | Corridore      | Squadra      | Tempo    |
| ---- | -------------- | ------------ | -------- |
| 1    | Elia Viviani   | Team Sky     | 4h13'18" |
| 2    | Moreno Hofland | Lotto NL     | s.t.     |
| 3    | André Greipel  | Lotto-Soudal | s.t.     |

| Pos. | Corridore        | Squadra | Tempo    |
| ---- | ---------------- | ------- | -------- |
| 1    | Michael Matthews | Orica   | 4h32'44" |
| 2    | Simon Gerrans    | Orica   | s.t.     |
| 3    | Simon Clarke     | Orica   | s.t.     |

### 3ª tappa

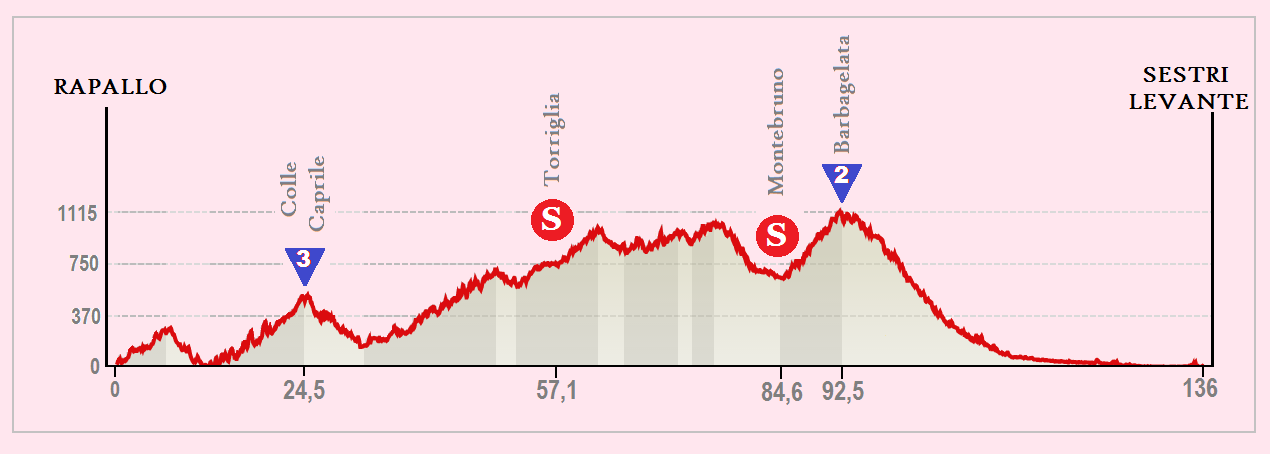
Altimetria

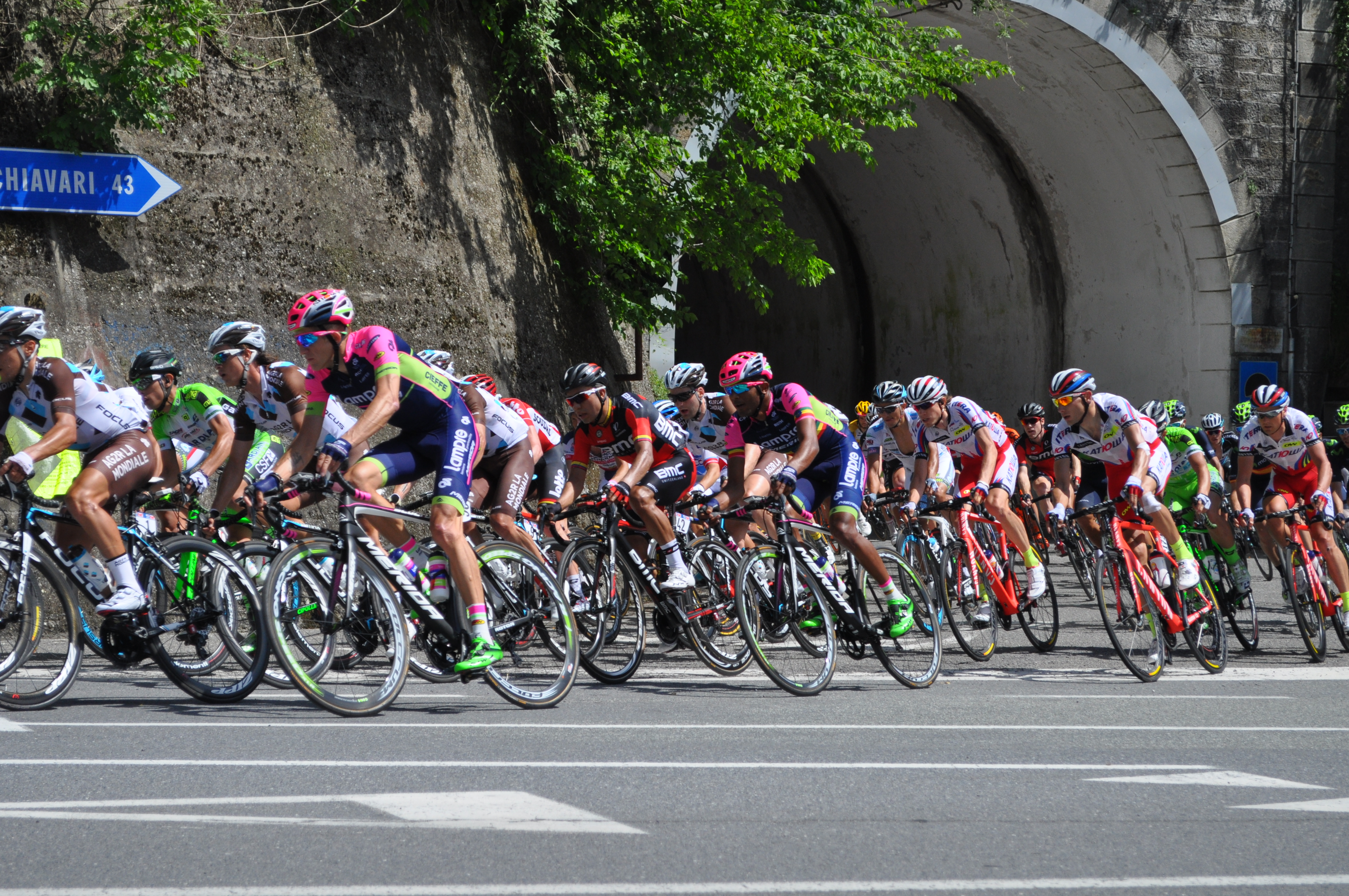
Il gruppo al passaggio nella frazione di Sottocolle durante la salita verso il passo della Scoffera

- 11 maggio: Rapallo > Sestri Levante – 136 km

Risultati
| Pos. | Corridore        | Squadra      | Tempo    |
| ---- | ---------------- | ------------ | -------- |
| 1    | Michael Matthews | Orica        | 3h33'53" |
| 2    | Fabio Felline    | Trek Factory | s.t.     |
| 3    | Philippe Gilbert | BMC          | s.t.     |

| Pos. | Corridore        | Squadra | Tempo    |
| ---- | ---------------- | ------- | -------- |
| 1    | Michael Matthews | Orica   | 8h06'27" |
| 2    | Simon Clarke     | Orica   | a 6"     |
| 3    | Simon Gerrans    | Orica   | a 10"    |

### 4ª tappa

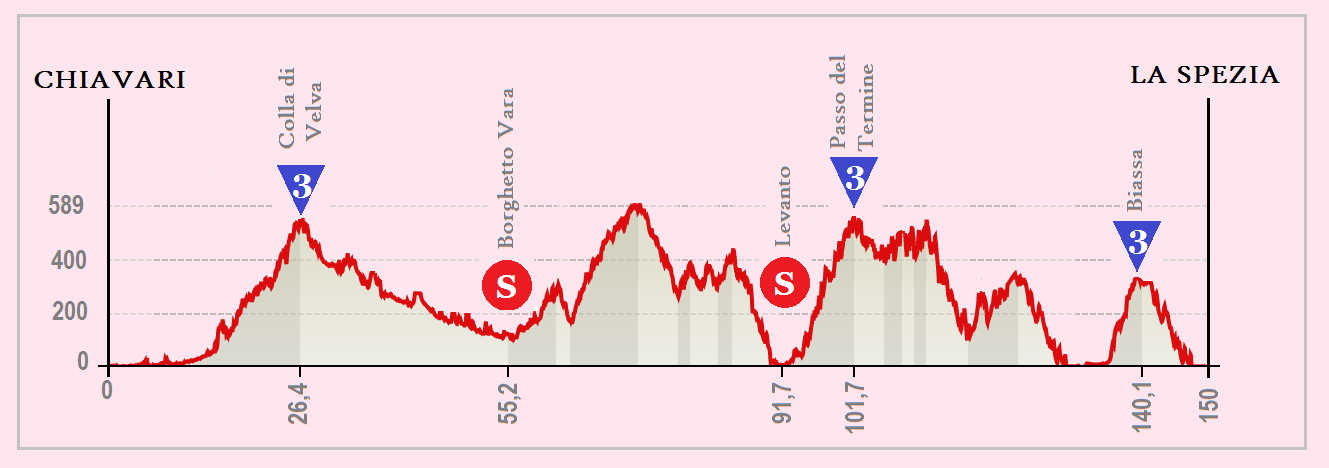
Altimetria

- 12 maggio: Chiavari > La Spezia – 150 km

Risultati
| Pos. | Corridore         | Squadra    | Tempo    |
| ---- | ----------------- | ---------- | -------- |
| 1    | Davide Formolo    | Cannondale | 3h47'59" |
| 2    | Simon Clarke      | Orica      | a 22"    |
| 3    | Jonathan Monsalve | Southeast  | s.t.     |

| Pos. | Corridore       | Squadra      | Tempo     |
| ---- | --------------- | ------------ | --------- |
| 1    | Simon Clarke    | Orica        | 11h54'48" |
| 2    | Esteban Chaves  | Orica        | a 10"     |
| 3    | Roman Kreuziger | Tinkoff-Saxo | a 17"     |

### 5ª tappa

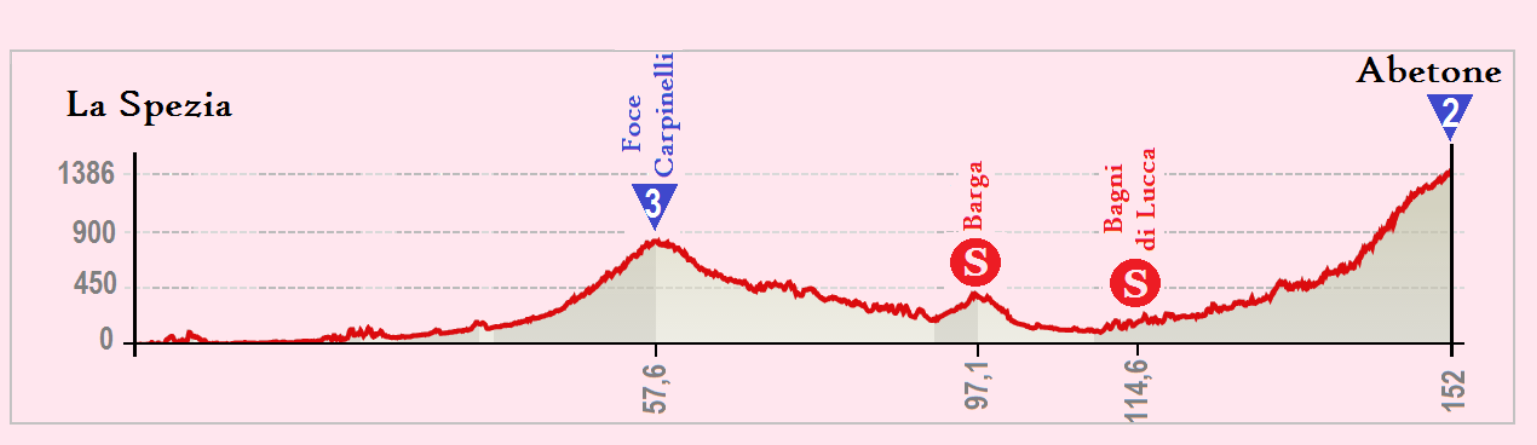
Altimetria

- 13 maggio: La Spezia > Abetone – 152 km

Risultati
| Pos. | Corridore        | Squadra     | Tempo    |
| ---- | ---------------- | ----------- | -------- |
| 1    | Jan Polanc       | Lampre      | 4h09'18" |
| 2    | Sylvain Chavanel | IAM Cycling | a 1'31"  |
| 3    | Fabio Aru        | Astana      | s.t.     |

| Pos. | Corridore        | Squadra      | Tempo     |
| ---- | ---------------- | ------------ | --------- |
| 1    | Alberto Contador | Tinkoff-Saxo | 16h05'54" |
| 2    | Fabio Aru        | Astana       | a 2"      |
| 3    | Richie Porte     | Team Sky     | a 20"     |

### 6ª tappa
- 14 maggio: Montecatini Terme > Castiglione della Pescaia – 183 km

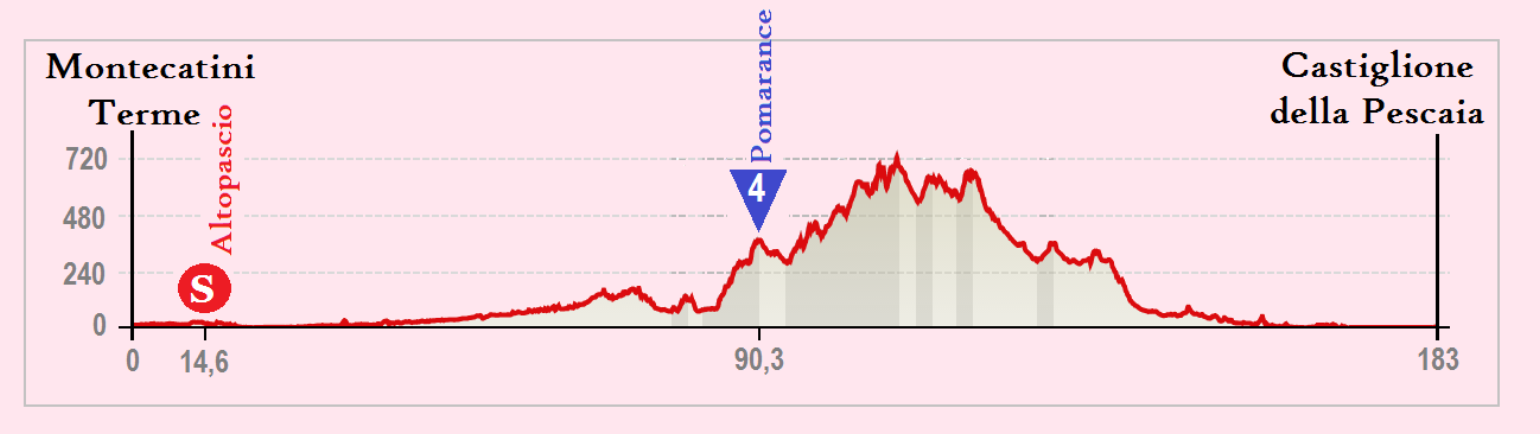
Altimetria

Risultati
| Pos. | Corridore       | Squadra      | Tempo    |
| ---- | --------------- | ------------ | -------- |
| 1    | André Greipel   | Lotto-Soudal | 4h19'42" |
| 2    | Matteo Pelucchi | IAM Cycling  | s.t.     |
| 3    | Sacha Modolo    | Lampre       | s.t.     |

| Pos. | Corridore        | Squadra      | Tempo     |
| ---- | ---------------- | ------------ | --------- |
| 1    | Alberto Contador | Tinkoff-Saxo | 20h25'36" |
| 2    | Fabio Aru        | Astana       | a 2"      |
| 3    | Richie Porte     | Team Sky     | a 20"     |

### 7ª tappa

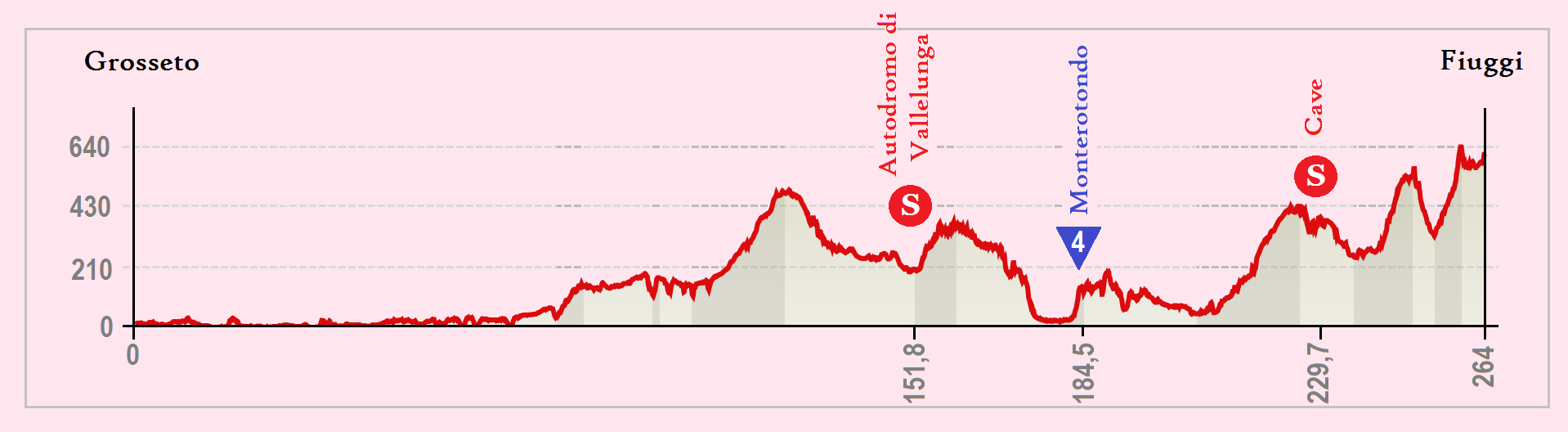
Altimetria

- 15 maggio: Grosseto > Fiuggi – 264 km

Risultati
| Pos. | Corridore        | Squadra  | Tempo    |
| ---- | ---------------- | -------- | -------- |
| 1    | Diego Ulissi     | Lampre   | 7h22'21" |
| 2    | Juan José Lobato | Movistar | s.t.     |
| 3    | Simon Gerrans    | Orica    | s.t.     |

| Pos. | Corridore        | Squadra      | Tempo     |
| ---- | ---------------- | ------------ | --------- |
| 1    | Alberto Contador | Tinkoff-Saxo | 27h48'00" |
| 2    | Fabio Aru        | Astana       | a 2"      |
| 3    | Richie Porte     | Team Sky     | a 20"     |

### 8ª tappa

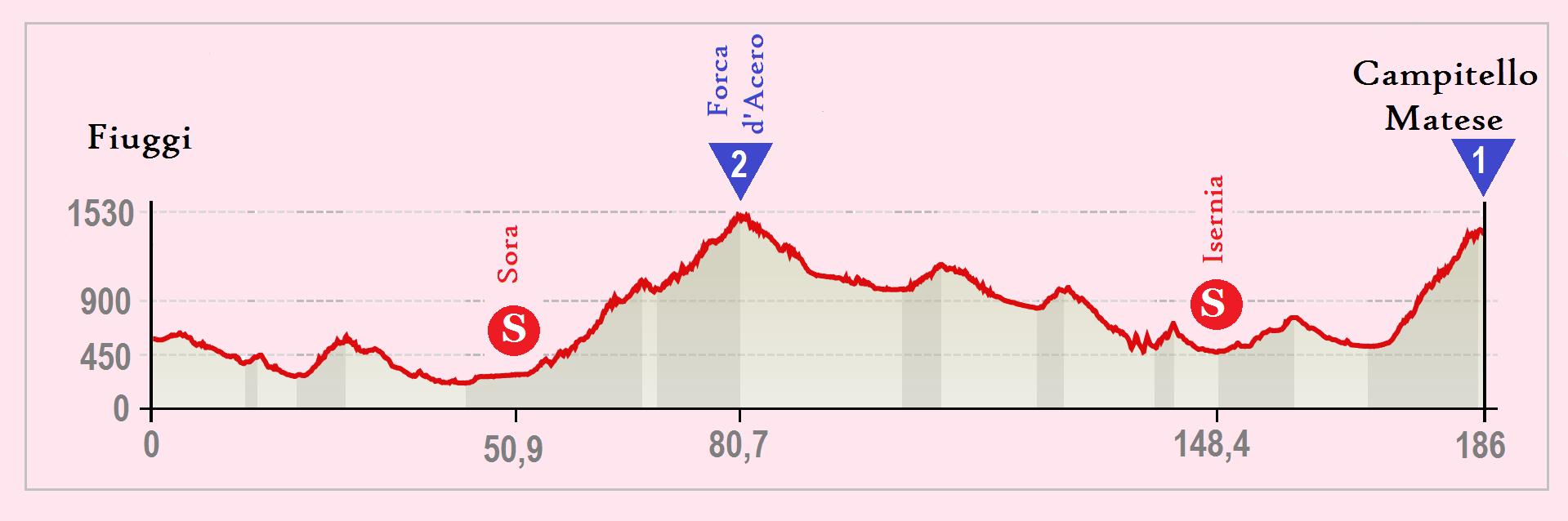
Altimetria

- 16 maggio: Fiuggi > Campitello Matese – 186 km

Risultati
| Pos. | Corridore       | Squadra     | Tempo    |
| ---- | --------------- | ----------- | -------- |
| 1    | Beñat Intxausti | Movistar    | 4h51'34" |
| 2    | Mikel Landa     | Astana      | a 20"    |
| 3    | S. Reichenbach  | IAM Cycling | a 31"    |

| Pos. | Corridore        | Squadra      | Tempo     |
| ---- | ---------------- | ------------ | --------- |
| 1    | Alberto Contador | Tinkoff-Saxo | 32h40'07" |
| 2    | Fabio Aru        | Astana       | a 4"      |
| 3    | Richie Porte     | Team Sky     | a 22"     |

### 9ª tappa
- 17 maggio: Benevento > San Giorgio del Sannio – 215 km

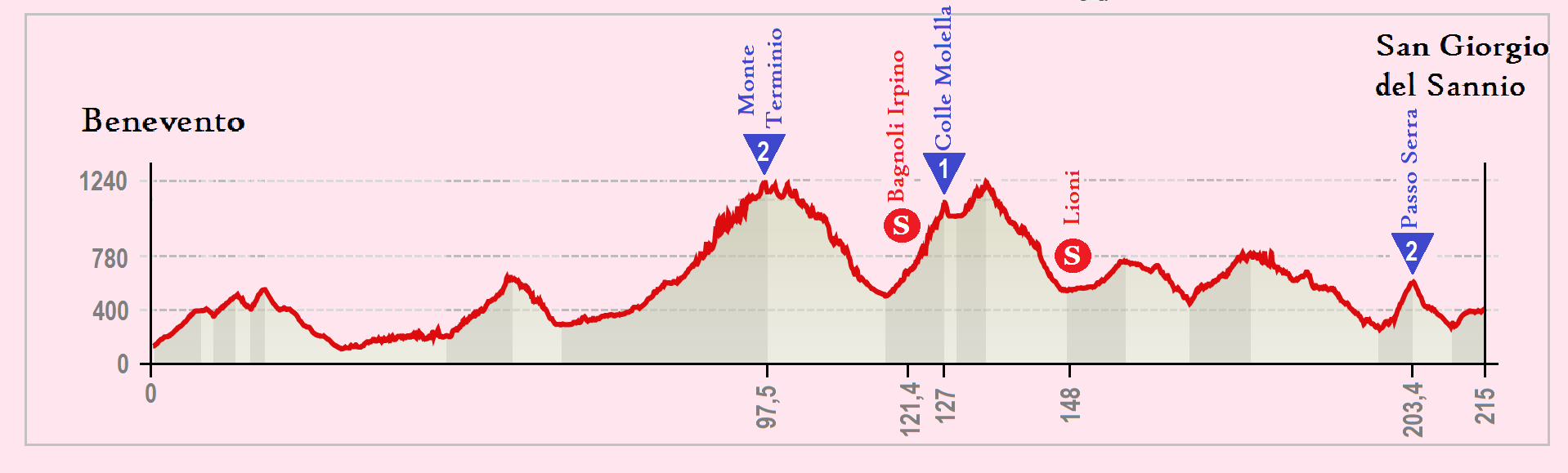
Altimetria

Risultati
| Pos. | Corridore         | Squadra  | Tempo    |
| ---- | ----------------- | -------- | -------- |
| 1    | Paolo Tiralongo   | Astana   | 5h50'31" |
| 2    | Steven Kruijswijk | Lotto NL | a 21"    |
| 3    | Simon Geschke     | Giant    | a 23"    |

| Pos. | Corridore        | Squadra      | Tempo     |
| ---- | ---------------- | ------------ | --------- |
| 1    | Alberto Contador | Tinkoff-Saxo | 38h31'35" |
| 2    | Fabio Aru        | Astana       | a 3"      |
| 3    | Richie Porte     | Team Sky     | a 22"     |

### 10ª tappa
- 19 maggio: Civitanova Marche > Forlì – 200 km

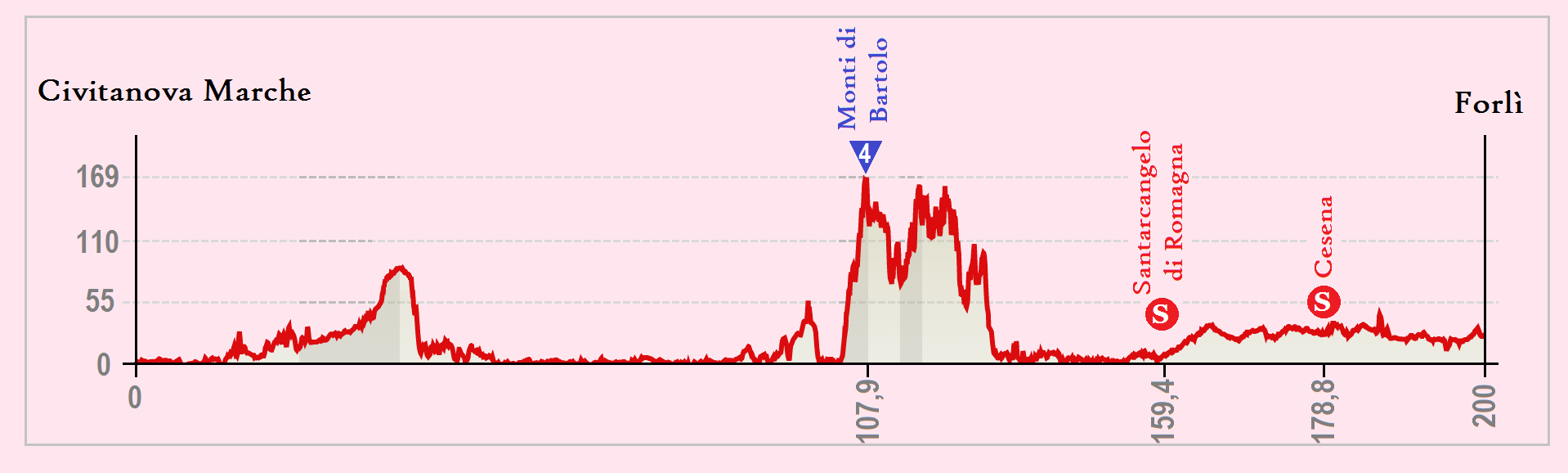
Altimetria

Risultati
| Pos. | Corridore           | Squadra      | Tempo    |
| ---- | ------------------- | ------------ | -------- |
| 1    | Nicola Boem         | Bardiani-CSF | 4h26'16" |
| 2    | Matteo Busato       | Southeast    | s.t.     |
| 3    | Alessandro Malaguti | Nippo-Vini   | a 2"     |

| Pos. | Corridore        | Squadra      | Tempo     |
| ---- | ---------------- | ------------ | --------- |
| 1    | Alberto Contador | Tinkoff-Saxo | 42h58'09" |
| 2    | Fabio Aru        | Astana       | a 3"      |
| 3    | Mikel Landa      | Astana       | a 46"     |

### 11ª tappa
- 20 maggio: Forlì > Imola (Autodromo Ferrari) – 153 km

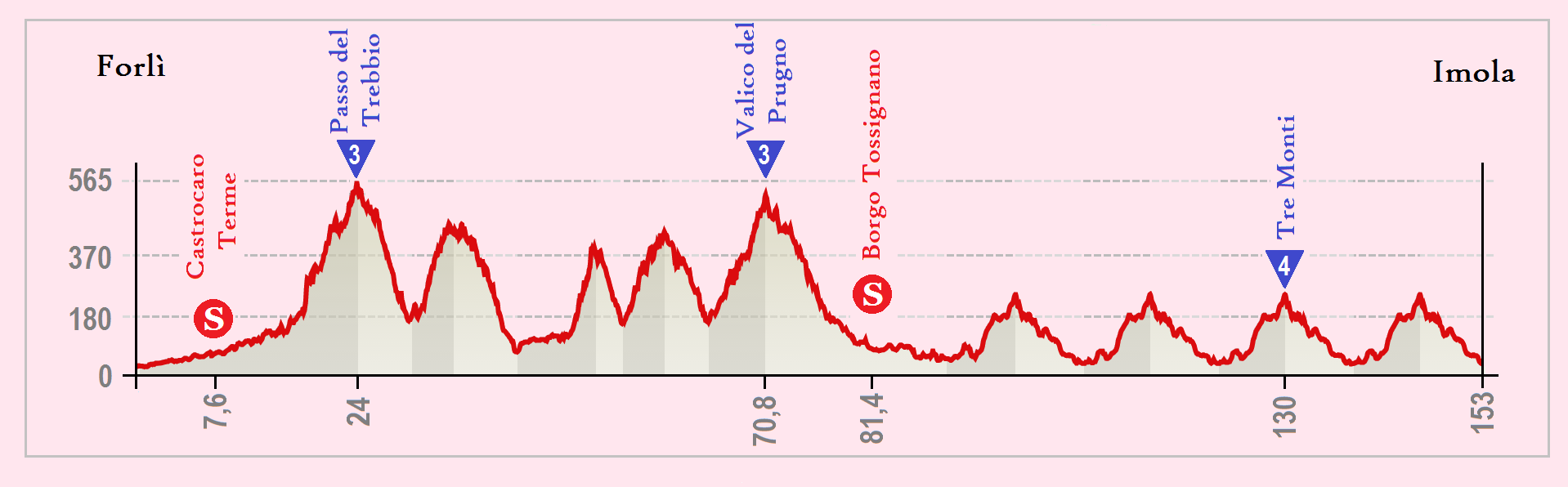
Altimetria

Risultati
| Pos. | Corridore         | Squadra | Tempo    |
| ---- | ----------------- | ------- | -------- |
| 1    | Il'nur Zakarin    | Katusha | 3h55'08" |
| 2    | Carlos Betancur   | AG2R    | a 53"    |
| 3    | Franco Pellizotti | Androni | s.t.     |

| Pos. | Corridore        | Squadra      | Tempo     |
| ---- | ---------------- | ------------ | --------- |
| 1    | Alberto Contador | Tinkoff-Saxo | 46h54'19" |
| 2    | Fabio Aru        | Astana       | a 3"      |
| 3    | Mikel Landa      | Astana       | a 46"     |

### 12ª tappa
- 21 maggio: Imola > Vicenza (Monte Berico) – 190 km

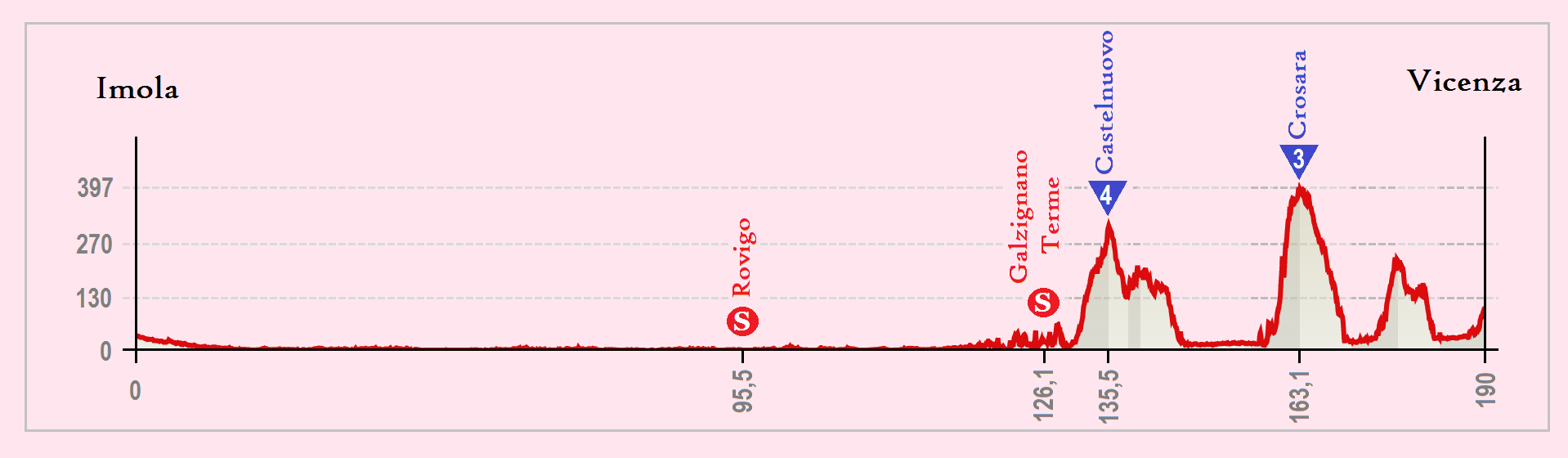
Altimetria

Risultati
| Pos. | Corridore        | Squadra      | Tempo    |
| ---- | ---------------- | ------------ | -------- |
| 1    | Philippe Gilbert | BMC          | 4h22'50" |
| 2    | Alberto Contador | Tinkoff-Saxo | a 3"     |
| 3    | Diego Ulissi     | Lampre       | s.t.     |

| Pos. | Corridore        | Squadra      | Tempo     |
| ---- | ---------------- | ------------ | --------- |
| 1    | Alberto Contador | Tinkoff-Saxo | 51h17'06" |
| 2    | Fabio Aru        | Astana       | a 17"     |
| 3    | Mikel Landa      | Astana       | a 55"     |

### 13ª tappa
- 22 maggio: Montecchio Maggiore > Jesolo – 147 km

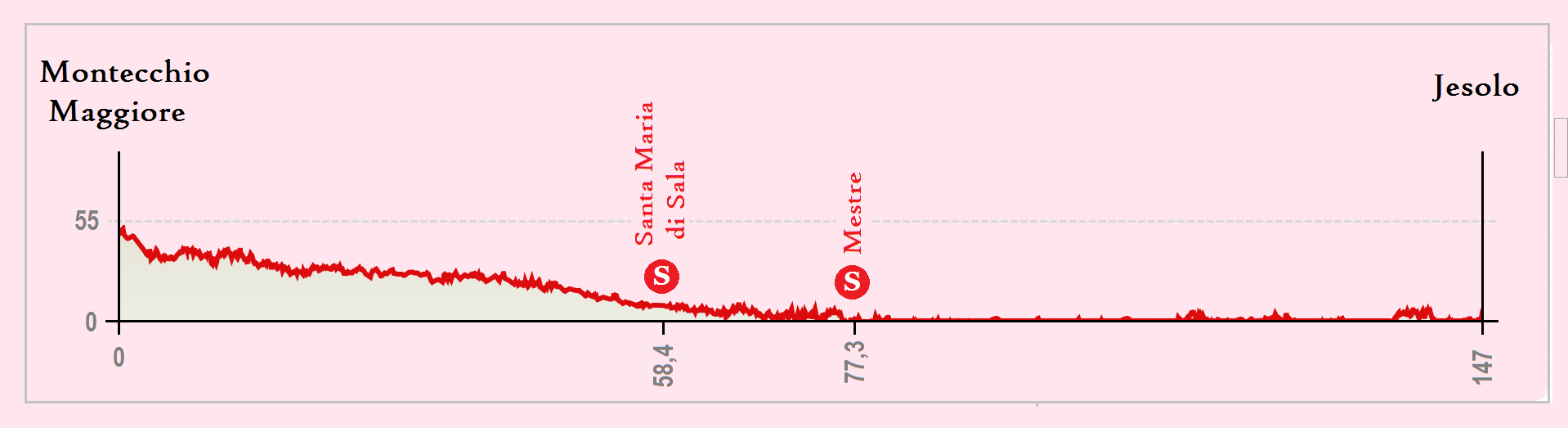
Altimetria

Risultati
| Pos. | Corridore       | Squadra      | Tempo    |
| ---- | --------------- | ------------ | -------- |
| 1    | Sacha Modolo    | Lampre       | 3h03'08" |
| 2    | Giacomo Nizzolo | Trek Factory | s.t.     |
| 3    | Elia Viviani    | Team Sky     | s.t.     |

| Pos. | Corridore        | Squadra      | Tempo     |
| ---- | ---------------- | ------------ | --------- |
| 1    | Fabio Aru        | Astana       | 54h20'35" |
| 2    | Alberto Contador | Tinkoff-Saxo | a 19"     |
| 3    | Mikel Landa      | Astana       | a 1'14"   |

### 14ª tappa
- 23 maggio: Treviso > Valdobbiadene – Cronometro individuale – 59,4 km

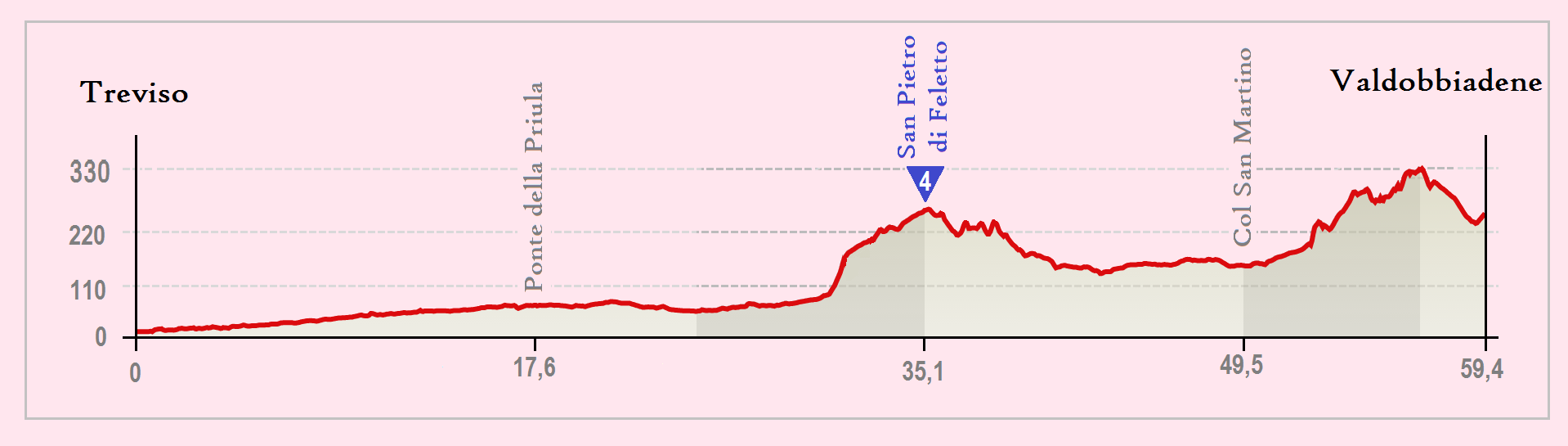
Altimetria

Risultati
| Pos. | Corridore         | Squadra      | Tempo    |
| ---- | ----------------- | ------------ | -------- |
| 1    | Vasil' Kiryenka   | Team Sky     | 1h17'52" |
| 2    | Luis León Sánchez | Astana       | a 12"    |
| 3    | Alberto Contador  | Tinkoff-Saxo | a 14"    |

| Pos. | Corridore        | Squadra      | Tempo     |
| ---- | ---------------- | ------------ | --------- |
| 1    | Alberto Contador | Tinkoff-Saxo | 55h39'00" |
| 2    | Fabio Aru        | Astana       | a 2'28"   |
| 3    | Andrey Amador    | Movistar     | a 3'36"   |

### 15ª tappa
- 24 maggio: Marostica > Madonna di Campiglio – 165 km

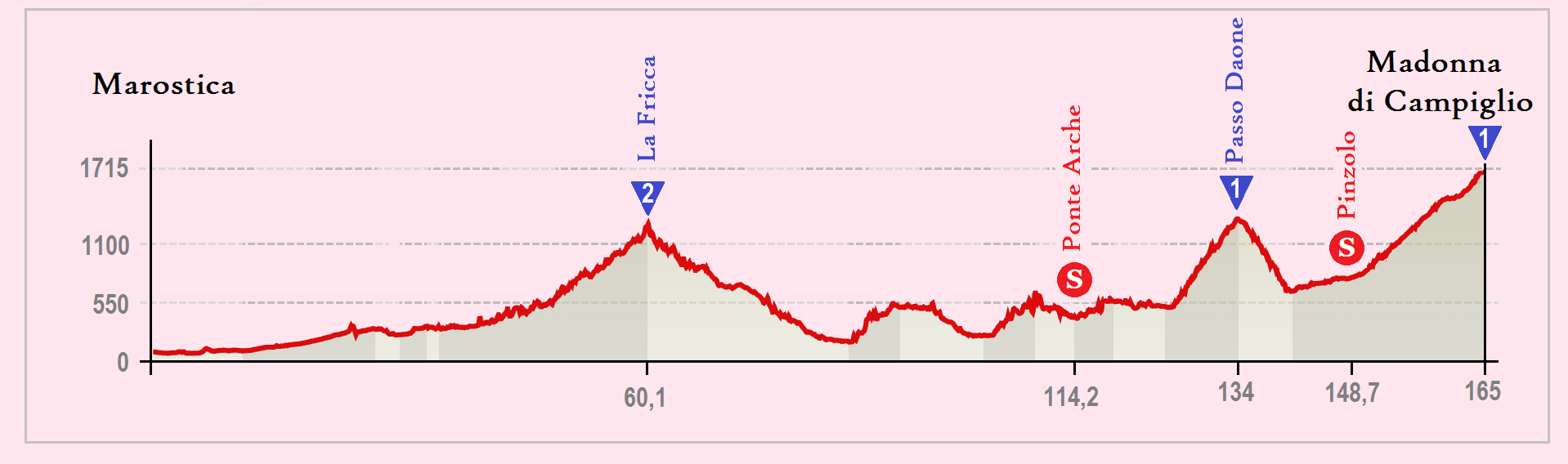
Altimetria

Risultati
| Pos. | Corridore        | Squadra      | Tempo    |
| ---- | ---------------- | ------------ | -------- |
| 1    | Mikel Landa      | Astana       | 4h22'35" |
| 2    | Jurij Trofimov   | Katusha      | a 2"     |
| 3    | Alberto Contador | Tinkoff-Saxo | a 5"     |

| Pos. | Corridore        | Squadra      | Tempo     |
| ---- | ---------------- | ------------ | --------- |
| 1    | Alberto Contador | Tinkoff-Saxo | 60h01'34" |
| 2    | Fabio Aru        | Astana       | a 2'35"   |
| 3    | Andrey Amador    | Movistar     | a 4'19"   |

### 16ª tappa

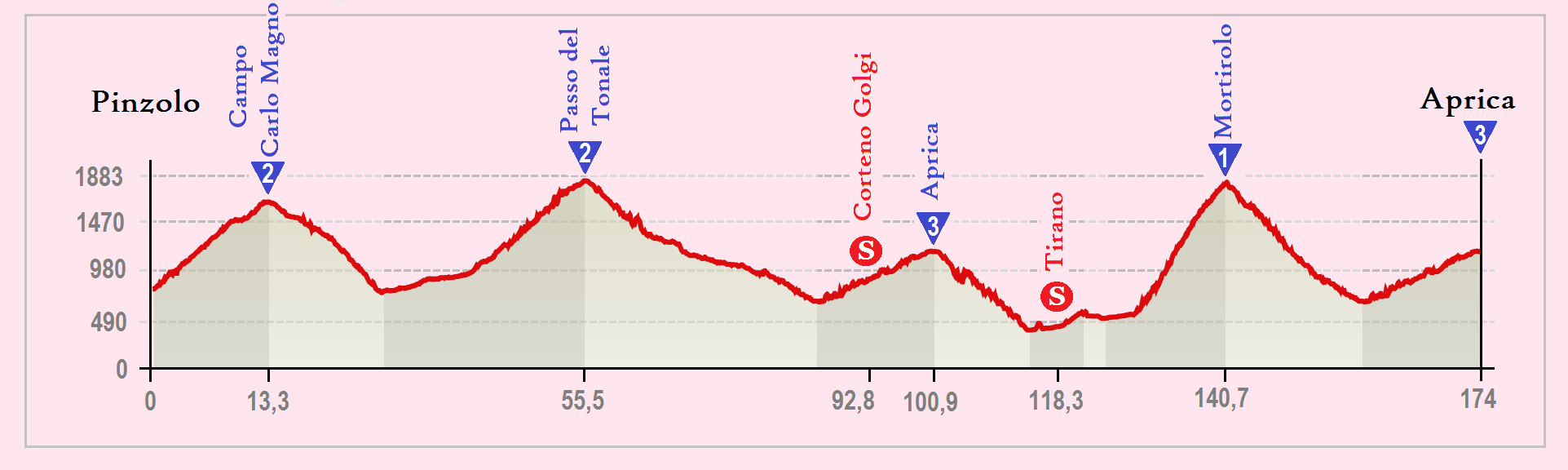
Altimetria

- 26 maggio: Pinzolo > Aprica – 174 km

Risultati
| Pos. | Corridore         | Squadra      | Tempo    |
| ---- | ----------------- | ------------ | -------- |
| 1    | Mikel Landa       | Astana       | 5h02'51" |
| 2    | Steven Kruijswijk | Lotto NL     | a 38"    |
| 3    | Alberto Contador  | Tinkoff-Saxo | s.t.     |

| Pos. | Corridore        | Squadra      | Tempo     |
| ---- | ---------------- | ------------ | --------- |
| 1    | Alberto Contador | Tinkoff-Saxo | 65h04'59" |
| 2    | Mikel Landa      | Astana       | a 4'02"   |
| 3    | Fabio Aru        | Astana       | a 4'52"   |

### 17ª tappa

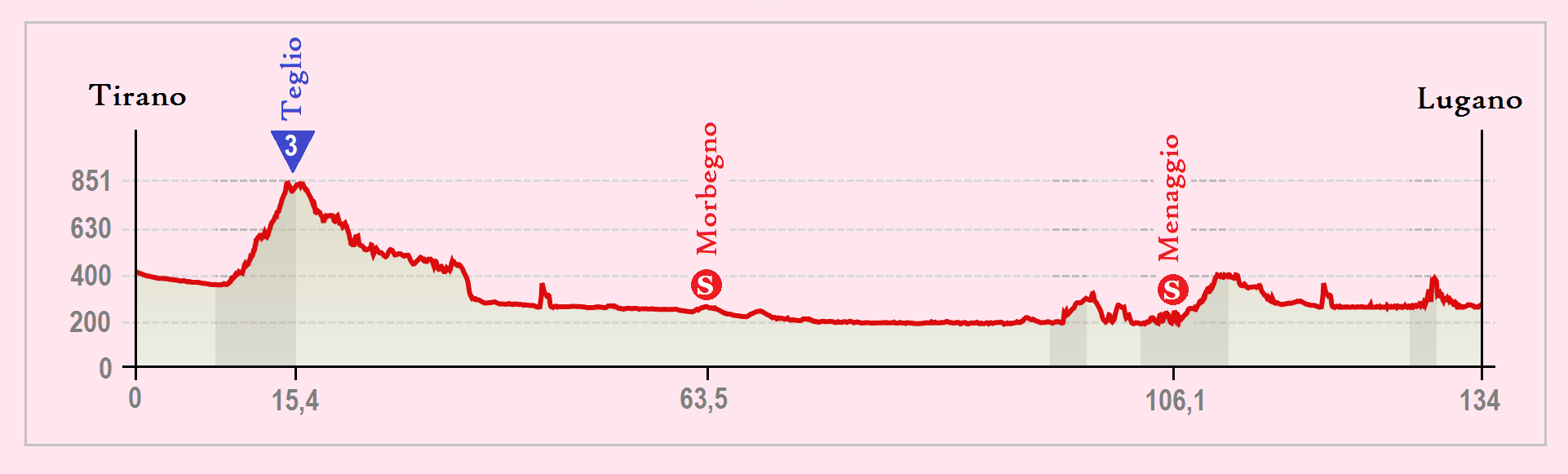
Altimetria

- 27 maggio: Tirano > Lugano (Svizzera) – 134 km

Risultati
| Pos. | Corridore       | Squadra      | Tempo    |
| ---- | --------------- | ------------ | -------- |
| 1    | Sacha Modolo    | Lampre       | 3h07'51" |
| 2    | Giacomo Nizzolo | Trek Factory | s.t.     |
| 3    | Luka Mezgec     | Giant        | s.t.     |

| Pos. | Corridore        | Squadra      | Tempo     |
| ---- | ---------------- | ------------ | --------- |
| 1    | Alberto Contador | Tinkoff-Saxo | 68h12'50" |
| 2    | Mikel Landa      | Astana       | a 4'02"   |
| 3    | Fabio Aru        | Astana       | a 4'52"   |

### 18ª tappa
- 28 maggio: Melide (Svizzera) > Verbania – 170 km

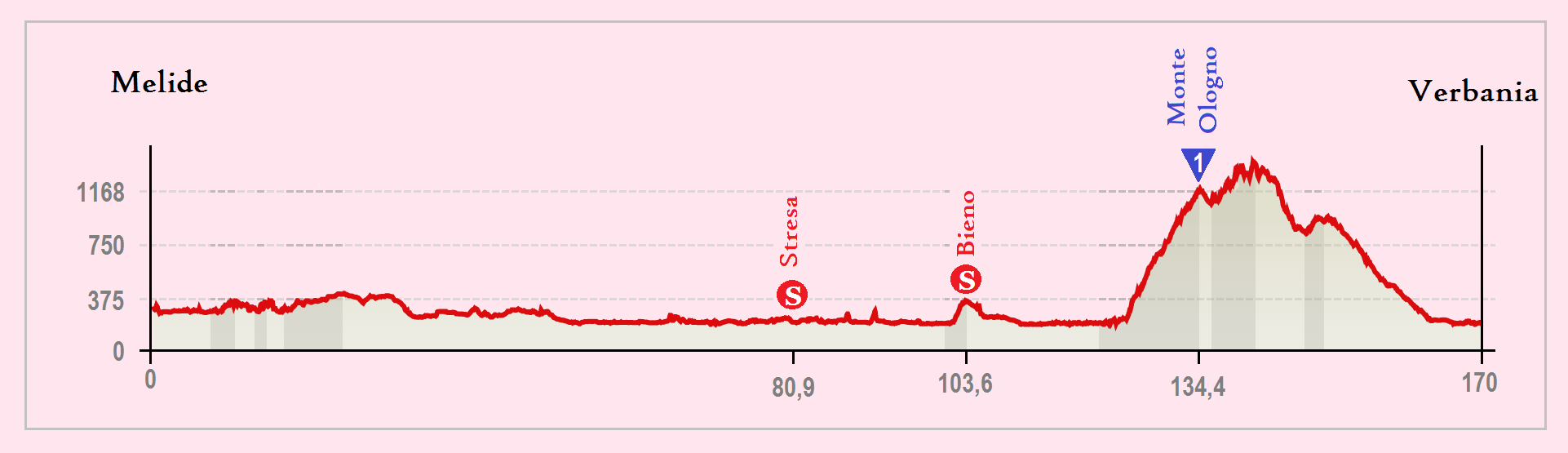
Altimetria

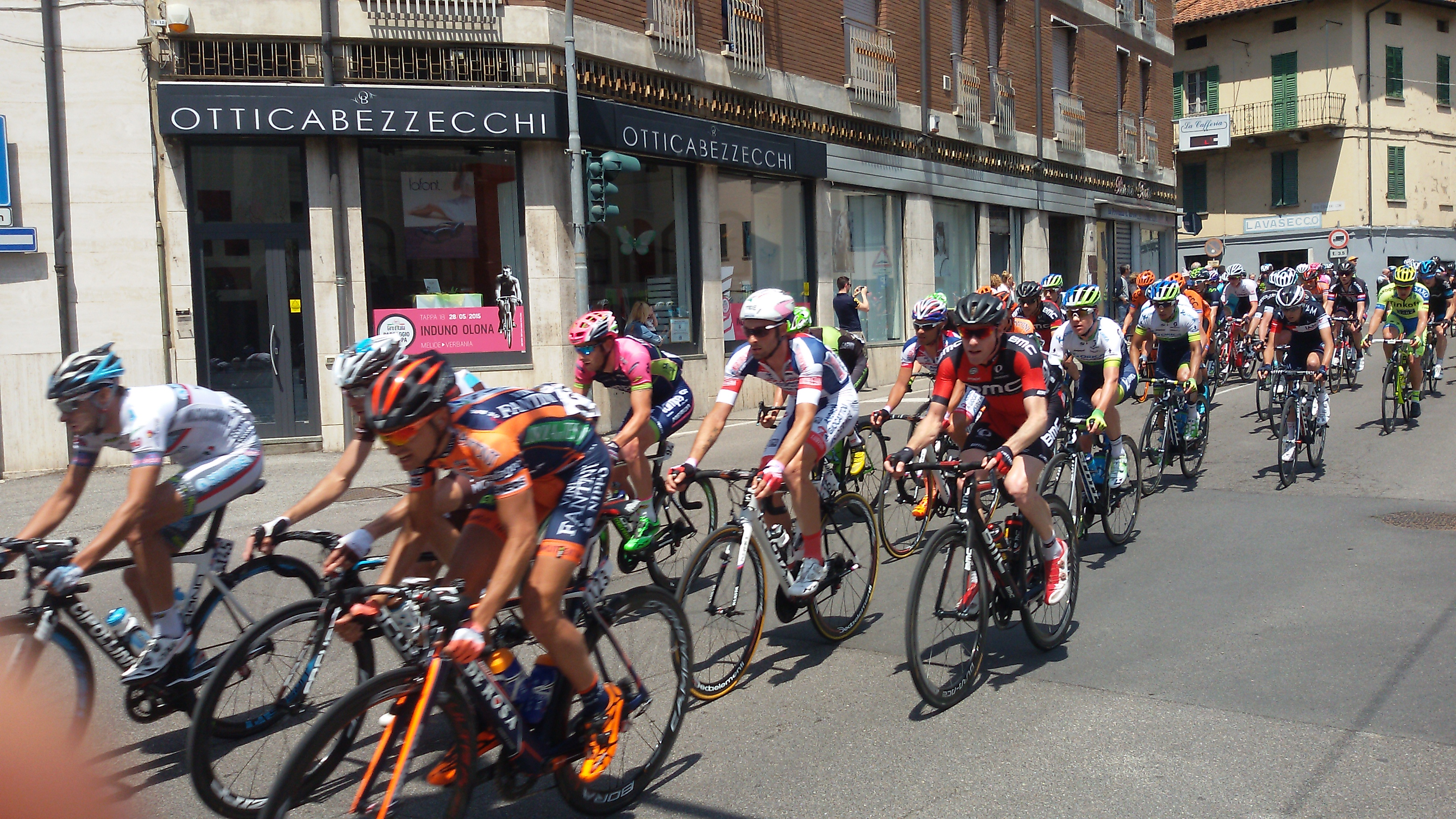
Passaggio del Giro nel centro di Induno Olona, paese natale di Luigi Ganna

Risultati
| Pos. | Corridore           | Squadra      | Tempo    |
| ---- | ------------------- | ------------ | -------- |
| 1    | Philippe Gilbert    | BMC          | 4h04'14" |
| 2    | Francesco Bongiorno | Bardiani-CSF | a 47"    |
| 3    | Sylvain Chavanel    | IAM Cycling  | a 1'01"  |

| Pos. | Corridore        | Squadra      | Tempo     |
| ---- | ---------------- | ------------ | --------- |
| 1    | Alberto Contador | Tinkoff-Saxo | 72h23'09" |
| 2    | Mikel Landa      | Astana       | a 5'15"   |
| 3    | Fabio Aru        | Astana       | a 6'05"   |

### 19ª tappa
- 29 maggio: Gravellona Toce > Cervinia – 236 km

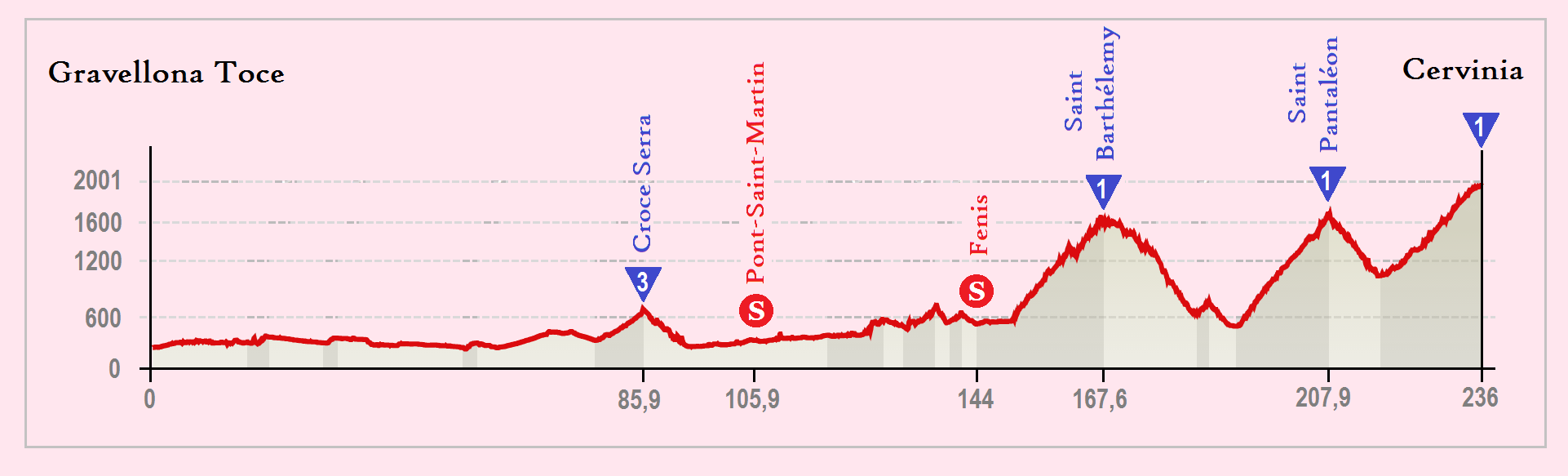
Altimetria

Risultati
| Pos. | Corridore      | Squadra    | Tempo    |
| ---- | -------------- | ---------- | -------- |
| 1    | Fabio Aru      | Astana     | 6h24'13" |
| 2    | Ryder Hesjedal | Cannondale | a 28"    |
| 3    | Rigoberto Urán | Etixx      | a 1'10"  |

| Pos. | Corridore        | Squadra      | Tempo     |
| ---- | ---------------- | ------------ | --------- |
| 1    | Alberto Contador | Tinkoff-Saxo | 78h48'40" |
| 2    | Fabio Aru        | Astana       | a 4'37"   |
| 3    | Mikel Landa      | Astana       | a 5'15"   |

### 20ª tappa
- 30 maggio: Saint-Vincent > Sestriere – 199 km

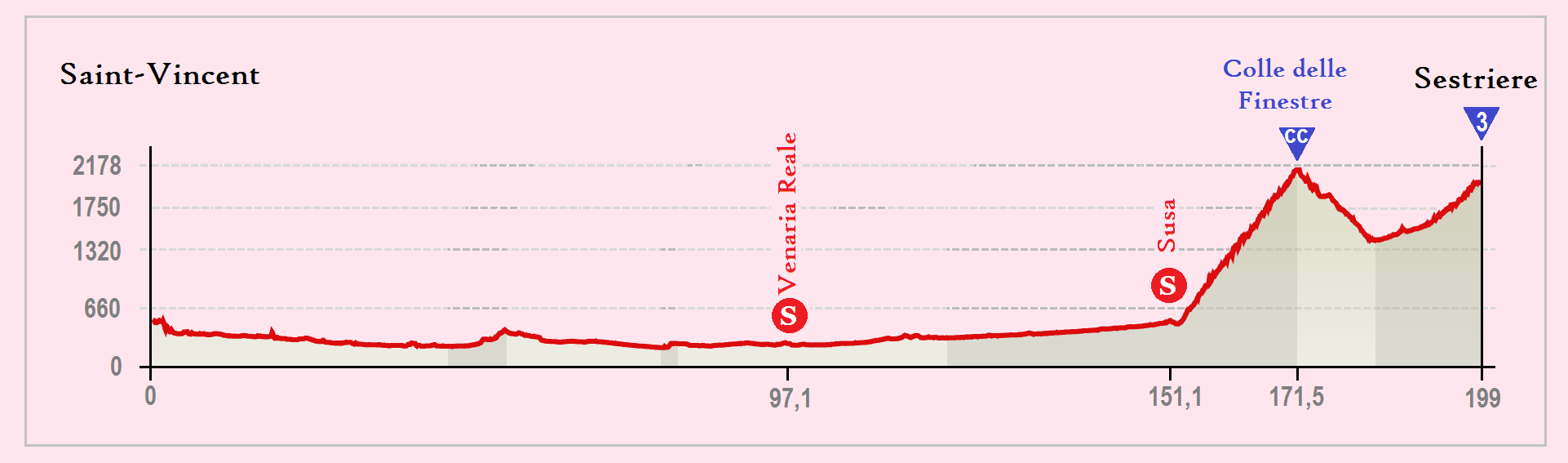
Altimetria

Risultati
| Pos. | Corridore      | Squadra    | Tempo    |
| ---- | -------------- | ---------- | -------- |
| 1    | Fabio Aru      | Astana     | 5h12'25" |
| 2    | Ryder Hesjedal | Cannondale | a 18"    |
| 3    | Rigoberto Urán | Etixx      | a 24"    |

| Pos. | Corridore        | Squadra      | Tempo     |
| ---- | ---------------- | ------------ | --------- |
| 1    | Alberto Contador | Tinkoff-Saxo | 84h03'30" |
| 2    | Fabio Aru        | Astana       | a 2'02"   |
| 3    | Mikel Landa      | Astana       | a 3'14"   |

### 21ª tappa

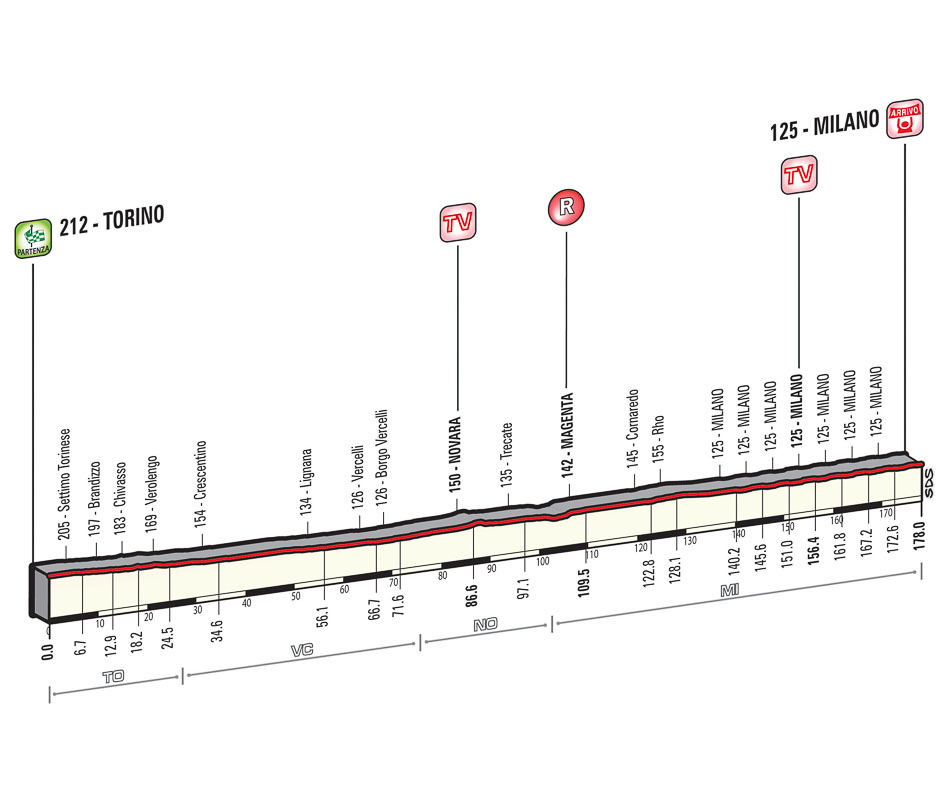
Altimetria

- 31 maggio: Torino > Milano – 178 km

Risultati
| Pos. | Corridore      | Squadra     | Tempo    |
| ---- | -------------- | ----------- | -------- |
| 1    | Iljo Keisse    | Etixx       | 4h18'37" |
| 2    | Luke Durbridge | Orica       | s.t.     |
| 3    | Roger Kluge    | IAM Cycling | a 9"     |

| Pos. | Corridore        | Squadra      | Tempo     |
| ---- | ---------------- | ------------ | --------- |
| 1    | Alberto Contador | Tinkoff-Saxo | 88h22'25" |
| 2    | Fabio Aru        | Astana       | a 1'53"   |
| 3    | Mikel Landa      | Astana       | a 3'05"   |

## Evoluzione delle classifiche
| Tappa              | Vincitore          | Classifica generale Maglia rosa | Classifica a punti Maglia rossa | Classifica scalatori Maglia azzurra | Classifica miglior giovane Maglia bianca | Classifica a squadre | Classifica Super Team |
| ------------------ | ------------------ | ------------------------------- | ------------------------------- | ----------------------------------- | ---------------------------------------- | -------------------- | --------------------- |
| 1ª                 | Orica-GreenEDGE    | Simon Gerrans                   | non assegnata                   | non assegnata                       | Michael Matthews                         | Orica-GreenEDGE      | Orica-GreenEDGE       |
| 2ª                 | Elia Viviani       | Michael Matthews                | Elia Viviani                    | Bert-Jan Lindeman                   | Michael Matthews                         | Orica-GreenEDGE      | Orica-GreenEDGE       |
| 3ª                 | Michael Matthews   | Michael Matthews                | Elia Viviani                    | Pavel Kočetkov                      | Michael Matthews                         | Orica-GreenEDGE      | Orica-GreenEDGE       |
| 4ª                 | Davide Formolo     | Simon Clarke                    | Elia Viviani                    | Pavel Kočetkov                      | Esteban Chaves                           | Astana Pro Team      | Orica-GreenEDGE       |
| 5ª                 | Jan Polanc         | Alberto Contador                | Elia Viviani                    | Jan Polanc                          | Fabio Aru                                | Astana Pro Team      | Orica-GreenEDGE       |
| 6ª                 | André Greipel      | Alberto Contador                | André Greipel                   | Jan Polanc                          | Fabio Aru                                | Astana Pro Team      | Orica-GreenEDGE       |
| 7ª                 | Diego Ulissi       | Alberto Contador                | Elia Viviani                    | Jan Polanc                          | Fabio Aru                                | Astana Pro Team      | Orica-GreenEDGE       |
| 8ª                 | Beñat Intxausti    | Alberto Contador                | Elia Viviani                    | Beñat Intxausti                     | Fabio Aru                                | Astana Pro Team      | Orica-GreenEDGE       |
| 9ª                 | Paolo Tiralongo    | Alberto Contador                | Elia Viviani                    | Simon Geschke                       | Fabio Aru                                | Astana Pro Team      | Astana Pro Team       |
| 10ª                | Nicola Boem        | Alberto Contador                | Nicola Boem                     | Simon Geschke                       | Fabio Aru                                | Astana Pro Team      | Astana Pro Team       |
| 11ª                | Il'nur Zakarin     | Alberto Contador                | Nicola Boem                     | Beñat Intxausti                     | Fabio Aru                                | Astana Pro Team      | Astana Pro Team       |
| 12ª                | Philippe Gilbert   | Alberto Contador                | Nicola Boem                     | Beñat Intxausti                     | Fabio Aru                                | Astana Pro Team      | Astana Pro Team       |
| 13ª                | Sacha Modolo       | Fabio Aru                       | Elia Viviani                    | Beñat Intxausti                     | Fabio Aru                                | Astana Pro Team      | Astana Pro Team       |
| 14ª                | Vasil' Kiryenka    | Alberto Contador                | Elia Viviani                    | Beñat Intxausti                     | Fabio Aru                                | Astana Pro Team      | Astana Pro Team       |
| 15ª                | Mikel Landa        | Alberto Contador                | Elia Viviani                    | Beñat Intxausti                     | Fabio Aru                                | Astana Pro Team      | Astana Pro Team       |
| 16ª                | Mikel Landa        | Alberto Contador                | Elia Viviani                    | Steven Kruijswijk                   | Fabio Aru                                | Astana Pro Team      | Astana Pro Team       |
| 17ª                | Sacha Modolo       | Alberto Contador                | Giacomo Nizzolo                 | Steven Kruijswijk                   | Fabio Aru                                | Astana Pro Team      | Astana Pro Team       |
| 18ª                | Philippe Gilbert   | Alberto Contador                | Giacomo Nizzolo                 | Steven Kruijswijk                   | Fabio Aru                                | Astana Pro Team      | Astana Pro Team       |
| 19ª                | Fabio Aru          | Alberto Contador                | Giacomo Nizzolo                 | Giovanni Visconti                   | Fabio Aru                                | Astana Pro Team      | Astana Pro Team       |
| 20ª                | Fabio Aru          | Alberto Contador                | Giacomo Nizzolo                 | Giovanni Visconti                   | Fabio Aru                                | Astana Pro Team      | Astana Pro Team       |
| 21ª                | Iljo Keisse        | Alberto Contador                | Giacomo Nizzolo                 | Giovanni Visconti                   | Fabio Aru                                | Astana Pro Team      | Astana Pro Team       |
| Classifiche finali | Classifiche finali | Alberto Contador                | Giacomo Nizzolo                 | Giovanni Visconti                   | Fabio Aru                                | Astana Pro Team      | Astana Pro Team       |

Maglie indossate da altri ciclisti in caso di due o più maglie vinte
- Nella 2ª e 3ª tappa Esteban Chaves ha indossato la maglia bianca al posto di Michael Matthews.
- Nella 14ª tappa Davide Formolo ha indossato la maglia bianca al posto di Fabio Aru.

| Tappa              | Traguardi Volanti | Azzurri d'Italia | Premio Fuga      | Combattività      | Fair Play          |
| ------------------ | ----------------- | ---------------- | ---------------- | ----------------- | ------------------ |
| 1ª                 | non assegnata     | non assegnata    | non assegnata    | non assegnata     | Orica-GreenEDGE    |
| 2ª                 | Marco Frapporti   | Elia Viviani     | Lukasz Owsian    | Marco Frapporti   | Orica-GreenEDGE    |
| 3ª                 | Philippe Gilbert  | Michael Matthews | Lukasz Owsian    | Philippe Gilbert  | Orica-GreenEDGE    |
| 4ª                 | Philippe Gilbert  | Davide Formolo   | Lukasz Owsian    | Davide Formolo    | Orica-GreenEDGE    |
| 5ª                 | Philippe Gilbert  | Davide Formolo   | Lukasz Owsian    | Jan Polanc        | Tinkoff-Saxo       |
| 6ª                 | Philippe Gilbert  | André Greipel    | Marek Rutkiewicz | Marek Rutkiewicz  | Tinkoff-Saxo       |
| 7ª                 | Marco Bandiera    | André Greipel    | Marco Bandiera   | Marco Bandiera    | Astana Pro Team    |
| 8ª                 | Marco Bandiera    | André Greipel    | Marco Bandiera   | Beñat Intxausti   | Astana Pro Team    |
| 9ª                 | Marco Bandiera    | André Greipel    | Marco Bandiera   | Simon Geschke     | Astana Pro Team    |
| 10ª                | Marco Bandiera    | André Greipel    | Nicola Boem      | Nicola Boem       | Astana Pro Team    |
| 11ª                | Marco Bandiera    | André Greipel    | Nicola Boem      | Il'nur Zakarin    | Astana Pro Team    |
| 12ª                | Marco Bandiera    | Philippe Gilbert | Nicola Boem      | Enrico Barbin     | Astana Pro Team    |
| 13ª                | Marco Frapporti   | Philippe Gilbert | Nicola Boem      | Rick Zabel        | Astana Pro Team    |
| 14ª                | Marco Frapporti   | Philippe Gilbert | Nicola Boem      | Vasil' Kiryenka   | Nippo-Vini Fantini |
| 15ª                | Marco Frapporti   | Mikel Landa      | Nicola Boem      | Mikel Landa       | Nippo-Vini Fantini |
| 16ª                | Marco Frapporti   | Mikel Landa      | Nicola Boem      | Ryder Hesjedal    | Nippo-Vini Fantini |
| 17ª                | Marco Bandiera    | Mikel Landa      | Marco Bandiera   | Giacomo Berlato   | Nippo-Vini Fantini |
| 18ª                | Marco Bandiera    | Mikel Landa      | Marco Bandiera   | Philippe Gilbert  | Nippo-Vini Fantini |
| 19ª                | Marco Bandiera    | Mikel Landa      | Marco Bandiera   | Giovanni Visconti | Nippo-Vini Fantini |
| 20ª                | Marco Bandiera    | Mikel Landa      | Nicola Boem      | Nicola Boem       | Nippo-Vini Fantini |
| 21ª                | Marco Bandiera    | Mikel Landa      | Marco Bandiera   | Iljo Keisse       | Nippo-Vini Fantini |
| Classifiche finali | Marco Bandiera    | Mikel Landa      | Marco Bandiera   | Philippe Gilbert  | Nippo-Vini Fantini |

## Classifiche finali

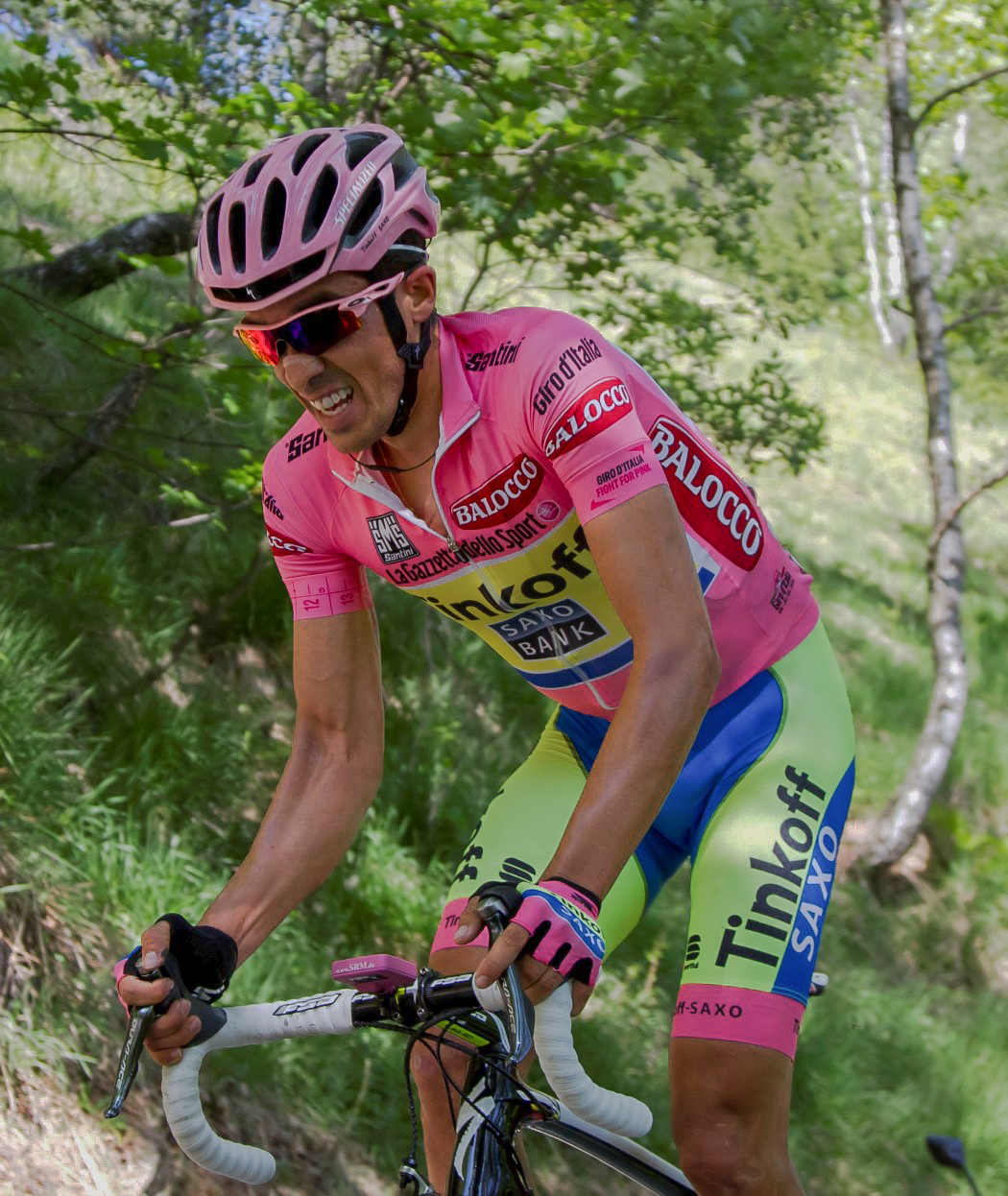
Il vincitore della classifica generale Alberto Contador

### Classifica generale - Maglia rosa
| Pos. | Corridore         | Squadra      | Tempo     |
| ---- | ----------------- | ------------ | --------- |
| 1    | Alberto Contador  | Tinkoff-Saxo | 88h22'25" |
| 2    | Fabio Aru         | Astana       | a 1'53"   |
| 3    | Mikel Landa       | Astana       | a 3'05"   |
| 4    | Andrey Amador     | Movistar     | a 8'10"   |
| 5    | Ryder Hesjedal    | Cannondale   | a 9'52"   |
| 6    | Leopold König     | Team Sky     | a 10'41"  |
| 7    | Steven Kruijswijk | Lotto NL     | a 10'53"  |
| 8    | Damiano Caruso    | BMC Racing   | a 12'08"  |
| 9    | Alexandre Geniez  | FDJ          | a 15'51"  |
| 10   | Jurij Trofimov    | Katusha      | a 16'14"  |

### Classifica a punti - Maglia rossa
| Pos. | Corridore        | Squadra      | Punti |
| ---- | ---------------- | ------------ | ----- |
| 1    | Giacomo Nizzolo  | Trek Factory | 181   |
| 2    | Philippe Gilbert | BMC          | 148   |
| 3    | Sacha Modolo     | Lampre       | 147   |
| 4    | Elia Viviani     | Team Sky     | 144   |
| 5    | Nicola Boem      | Bardiani-CSF | 127   |

### Classifica scalatori - Maglia azzurra
| Pos. | Corridore         | Squadra  | Punti |
| ---- | ----------------- | -------- | ----- |
| 1    | Giovanni Visconti | Movistar | 125   |
| 2    | Mikel Landa       | Astana   | 122   |
| 3    | Steven Kruijswijk | Lotto NL | 115   |
| 4    | Beñat Intxausti   | Movistar | 107   |
| 5    | Fabio Aru         | Astana   | 80    |

### Classifica giovani - Maglia bianca
| Pos. | Corridore       | Squadra      | Tempo      |
| ---- | --------------- | ------------ | ---------- |
| 1    | Fabio Aru       | Astana       | 88h24'18"  |
| 2    | Davide Formolo  | Cannondale   | a 1h51'46" |
| 3    | Fabio Felline   | Trek Factory | a 1h54'04" |
| 4    | Sebastián Henao | Team Sky     | a 2h37'35" |
| 5    | Kenny Elissonde | FDJ          | a 2h45'04" |

### Classifica a squadre - Trofeo Winning Team
| Pos. | Squadra                | Tempo      |
| ---- | ---------------------- | ---------- |
| 1    | Astana Pro Team        | 264h42'31" |
| 2    | BMC Racing Team        | a 43'16"   |
| 3    | Team Sky               | a 1h13'51" |
| 4    | Movistar Team          | a 1h20'16" |
| 5    | Team Cannondale-Garmin | a 2h26'57" |

### Classifica a squadre - Trofeo Super Team
| Pos. | Squadra         | Punti |
| ---- | --------------- | ----- |
| 1    | Astana Pro Team | 640   |
| 2    | BMC Racing Team | 334   |
| 3    | Lampre-Merida   | 317   |
| 4    | Team Sky        | 284   |
| 5    | Movistar Team   | 272   |